# Mittelweiherburg
Die Mittelweiherburg ist ein um 1570 erbautes Wasserschloss in der vorarlbergischen Marktgemeinde Hard.

## Geschichte

### 1570 Errichtung
Das Wasserschloss wurde um 1570 im Quellgebiet des Harder Dorfbachs erbaut. Der das Schlösschen umgebende Weiher ist nicht erhalten geblieben.
Als Rest der ursprünglichen Gesamtanlage sind nur noch der westliche Nebentrakt mit dem seitlichen Treppenturm erhalten geblieben. Es ist dies ein dreigeschoßiger Rechteckbau unter steilem Satteldach und der Turm besitzt einen runden Grundriss. An der östlichen Fassade sind noch Spuren des abgebrochenen Haupttraktes erkennbar. 
Nach vielen Besitzerwechseln (u. a. Familie Deuring, Kloster Weingarten) war sie seit 1794 die Wiege der Vorarlberger Textilindustrie. Eine Stoffdruckerei wurden dort vom Fabrikanten Samuel Vogel aus dem Elsass eingerichtet. Im Jahr 1838 wurde das Gebäude vom Schweizer Fabrikanten Melchior Jenny für die Firma Jenny & Schindler erworben. Anschließend wurde die Stoffdruckerei nach 1867 von Samuel Schindler weitergeführt.

### Heutige Nutzung – Textildruckmuseum
In den Jahren 1957 bis 1962 erfolgte eine erste Sanierung und die Errichtung eines Heimatmuseums. Seit 1997 beherbergt die Mittelweiherburg ein Textildruckmuseum mit den Schwerpunkten Formstechen, textiler Handdruck sowie Sozialgeschichte der Industrialisierung bis in die 1930er Jahre.